# La Faiada de Malpàs
La Faiada és una muntanya de 1.699 metres que es troba entre els municipis del Pont de Suert, a l'Alta Ribagorça, i de Tremp, al Pallars Jussà.
De fet, això és únicament des del punt de vista administratiu, ja que aquesta muntanya és plenament ribagorçana. Abans del 1969 formava part del terme municipal d'Espluga de Serra, municipi pertanyent a l'Alta Ribagorça, que fou agregat aquell any a Tremp a causa del seu gran despoblament. Dins del terme d'Espluga de Serra, a més, era en un enclavament separat de la resta del terme, anomenat Enrens i Trepadús (que entre 1812 i 1847 arribà a tenir ajuntament propi).
La Faiada era, precisament, el límit nord de l'enclavament d'Enrens i Trepadús. Enrens i Trepadús eren, de fet, dues masies que, mentre foren habitades, es relacionaren, civilment i religiosa, amb Viu de Llevata, però els atzars de la història -o els interessos que jugaren en el seu moment- portaren Enrens i Trepadús i, per tant, la meitat sud de la Faiada, a formar part de Tremp, tot i que el més natural, geogràficament parlant, és que s'hagués integrat en el Pont de Suert.
Al cim podem trobar-hi un vèrtex geodèsic (referència 256079001).
Aquest cim està inclòs al llistat dels 100 cims de la FEEC.  
A tot el vessant nord de la muntanya, íntegrament dins del terme del Pont de Suert, s'estén l'Espai Natural de la Faiada de Malpàs.